# Blanzat
Blanzat est une commune française située dans le département du Puy-de-Dôme, en région Auvergne-Rhône-Alpes.
La commune, située au nord de Clermont-Ferrand, compte 3 729 habitants au recensement de 2022.
Elle fait partie de l'aire d'attraction de Clermont-Ferrand. Ses habitants sont appelés les Blanzatois et les Blanzatoises.

## Géographie

### Localisation
Blanzat est située dans la vallée du Bédat entre le col de Bancillon (anciennement du Chevalard) au sud et le plateau de la Bade au nord. Le village touche la préfecture Clermont-Ferrand au sud à travers les collines appelées Côtes de Clermont.
Principaux lieux-dits : le Bancillon, le Chevalard, le Crouzeix, les Mauvaises, Rochefort.

### Communes limitrophes
Les communes limitrophes sont Châteaugay, Clermont-Ferrand, Cébazat, Durtol, Malauzat, Nohanent et Sayat.
| Malauzat         | Châteaugay       |         |
| Sayat            | Blanzat          | Cébazat |
| Durtol, Nohanent | Clermont-Ferrand |         |

### Géologie et relief
La commune s'étend sur 696 ha ; son altitude varie entre 360 et 611 m.
Le centre de la commune est situé dans une zone plate proche du fond de la vallée du Bédat. Il est encadré par deux accentuations du relief : au sud se trouvent les Côtes de Clermont, franchissables au col de Bancillon  tandis qu'au nord se trouve le plateau volcanique de la Bade.

### Hydrographie
La commune est traversée par le Bédat.

### Climat
Pour des articles plus généraux, voir Climat d'Auvergne-Rhône-Alpes et Climat du Puy-de-Dôme.
En 2010, le climat de la commune est de type climat océanique dégradé des plaines du Centre et du Nord, selon une étude du Centre national de la recherche scientifique s'appuyant sur une série de données couvrant la période 1971-2000. En 2020, Météo-France publie une typologie des climats de la France métropolitaine dans laquelle la commune est exposée à un climat de montagne ou de marges de montagne et est dans la région climatique  Nord-est du Massif Central, caractérisée par une pluviométrie annuelle de 800 à 1 200 mm, bien répartie dans l’année. 
Pour la période 1971-2000, la température annuelle moyenne est de 10,9 °C, avec une amplitude thermique annuelle de 15,9 °C. Le cumul annuel moyen de précipitations est de 720 mm, avec 8,8 jours de précipitations en janvier et 6,6 jours en juillet. Pour la période 1991-2020, la température moyenne annuelle observée sur la station météorologique de Météo-France la plus proche, « Sayat_sapc », sur la commune de Sayat à 2 km à vol d'oiseau, est de 11,2 °C et le cumul annuel moyen de précipitations est de 776,1 mm,. Pour l'avenir, les paramètres climatiques de la commune estimés pour 2050 selon différents scénarios d'émission de gaz à effet de serre sont consultables sur un site dédié publié par Météo-France en novembre 2022.
| Mois                                  | jan.             | fév.            | mars           | avril         | mai           | juin          | jui.          | août           | sep.          | oct.            | nov.             | déc.           | année      |
| ------------------------------------- | ---------------- | --------------- | -------------- | ------------- | ------------- | ------------- | ------------- | -------------- | ------------- | --------------- | ---------------- | -------------- | ---------- |
| Température minimale moyenne (°C)     | 0                | 0,3             | 2,4            | 4,9           | 8,5           | 12,1          | 14            | 13,9           | 10,5          | 7,7             | 3,3              | 0,9            | 6,5        |
| Température moyenne (°C)              | 3,4              | 4,2             | 7,3            | 10            | 13,8          | 17,6          | 19,7          | 19,6           | 15,7          | 12,2            | 6,9              | 4,1            | 11,2       |
| Température maximale moyenne (°C)     | 6,7              | 8,1             | 12,1           | 15,2          | 19,2          | 23,1          | 25,4          | 25,3           | 20,9          | 16,6            | 10,5             | 7,4            | 15,9       |
| Record de froid (°C) date du record   | −12,7 05.01.1995 | −15 05.02.12    | −15,9 01.03.05 | −6,7 08.04.03 | −1 15.05.1995 | 2,7 04.06.01  | 5,9 17.07.00  | 4,5 30.08.1998 | 2 30.09.1995  | −5,4 29.10.1997 | −11,2 22.11.1998 | −13,3 15.12.01 | −15,9 2005 |
| Record de chaleur (°C) date du record | 19,4 27.01.16    | 22,5 20.02.1998 | 25,2 24.03.01  | 27,7 30.04.05 | 32,3 11.05.12 | 38,4 27.06.19 | 39,1 03.07.15 | 39,5 24.08.23  | 33,6 10.09.11 | 32,2 02.10.23   | 23,6 08.11.15    | 20,4 24.12.12  | 39,5 2023  |
| Précipitations (mm)                   | 56,2             | 48,4            | 49,5           | 72,6          | 73,7          | 71,4          | 78,1          | 67,1           | 65,9          | 60,4            | 68,7             | 64,1           | 776,1      |

## Urbanisme

### Typologie
Au 1er janvier 2024, Blanzat est catégorisée ceinture urbaine, selon la nouvelle grille communale de densité à sept niveaux définie par l'Insee en 2022.
Elle appartient à l'unité urbaine de Clermont-Ferrand, une agglomération intra-départementale regroupant 17  communes, dont elle est une commune de la banlieue,,. Par ailleurs la commune fait partie de l'aire d'attraction de Clermont-Ferrand, dont elle est une commune de la couronne,. Cette aire, qui regroupe 209 communes, est catégorisée dans les aires de 200 000 à moins de 700 000 habitants,.

### Occupation des sols
L'occupation des sols de la commune, telle qu'elle ressort de la base de données européenne d’occupation biophysique des sols Corine Land Cover (CLC), est marquée par l'importance des territoires agricoles (56,1 % en 2018), en diminution par rapport à 1990 (64,8 %). La répartition détaillée en 2018 est la suivante : zones urbanisées (22,4 %), zones agricoles hétérogènes (21,5 %), prairies (17,3 %), milieux à végétation arbustive et/ou herbacée (14,5 %), cultures permanentes (11,4 %), forêts (7 %), terres arables (5,9 %). L'évolution de l’occupation des sols de la commune et de ses infrastructures peut être observée sur les différentes représentations cartographiques du territoire : la carte de Cassini (XVIIIe siècle), la carte d'état-major (1820-1866) et les cartes ou photos aériennes de l'IGN pour la période actuelle (1950 à aujourd'hui).

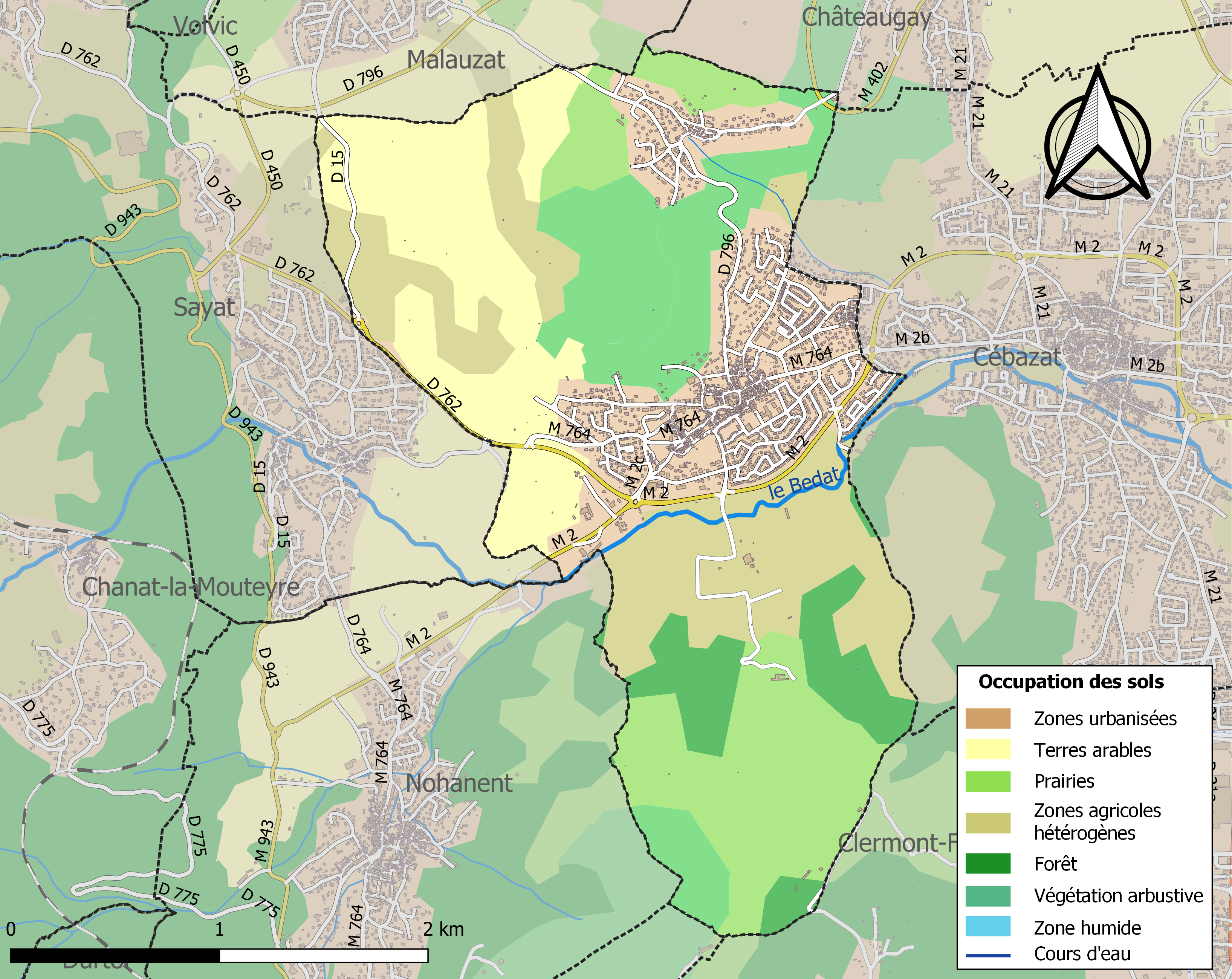
Carte des infrastructures et de l'occupation des sols de la commune en 2018 (CLC).

### Logement
En 2011, la commune comptait 1 665 logements, contre 1 627 en 2006. Parmi ces logements, 94,1 % étaient des résidences principales, 0,5 % des résidences secondaires et 5,4 % des logements vacants. Ces logements étaient pour 87 % d'entre eux des maisons individuelles et pour 12,9 % des appartements.
La proportion des résidences principales, propriétés de leurs occupants était de 74,4 %, en baisse sensible par rapport à 2006 (75 %). La part de logements HLM loués vides était de 12,4 % (contre 11,2 %).

### Planification de l'aménagement
Le plan local d'urbanisme (PLU) a été prescrit par le conseil municipal le 26 juin 2003, arrêté le 18 décembre 2006 et approuvé le 14 avril 2008. Tous les secteurs sont concernés par un risque sismique.

### Projets d'aménagements
La ville de Blanzat prévoit d'aménager deux écoquartiers à Fonleite et au Puy de l'Orme.
L'écoquartier Fonleite prévoit l'accueil de soixante logements sociaux près de la rue de Sayat.
L'écoquartier du Puy de l'Orme est situé à l'ouest du centre-ville, à vocation d'habitat. Conformément au PLU en vigueur, aucune urbanisation n'est possible.

### Voies de communication et transports

#### Voies routières
La route métropolitaine 2 est la principale voie d'accès, elle contourne le centre-ville par le sud. Elle se prolonge vers Cébazat à l'est et Nohanent à l'ouest-sud-ouest (il existe aussi une métropolitaine 2C).
Le centre-ville est traversé par la route métropolitaine 764 ; celle-ci continue jusqu'à Sayat, tout comme la route départementale 762.
La route métropolitaine 796 dessert le quartier des Mauvaises, au nord, près du plateau de la Bade, en direction de Malauzat.

#### Transport en commun
Blanzat est desservie par la ligne 24 du réseau de transports en commun T2C, tous les jours, entre 5 h 50 et 21 h environ. Cette ligne dessert quatre arrêts : La Grotte, Place du Montel, Jarzy, Ceyre. La correspondance avec le tramway s'effectue à l'arrêt Croix de Neyrat ou Champratel. Avant la réorganisation des lignes du réseau T2C fin 2013, c'était la ligne 21 qui desservait la commune du lundi au samedi et la ligne 3 les dimanches et jours fériés, et avant 2006, les lignes 15B (Puy de l'Orme) et 17B (Place du Montel) la desservaient (lignes 2/17 les dimanches et jours fériés).

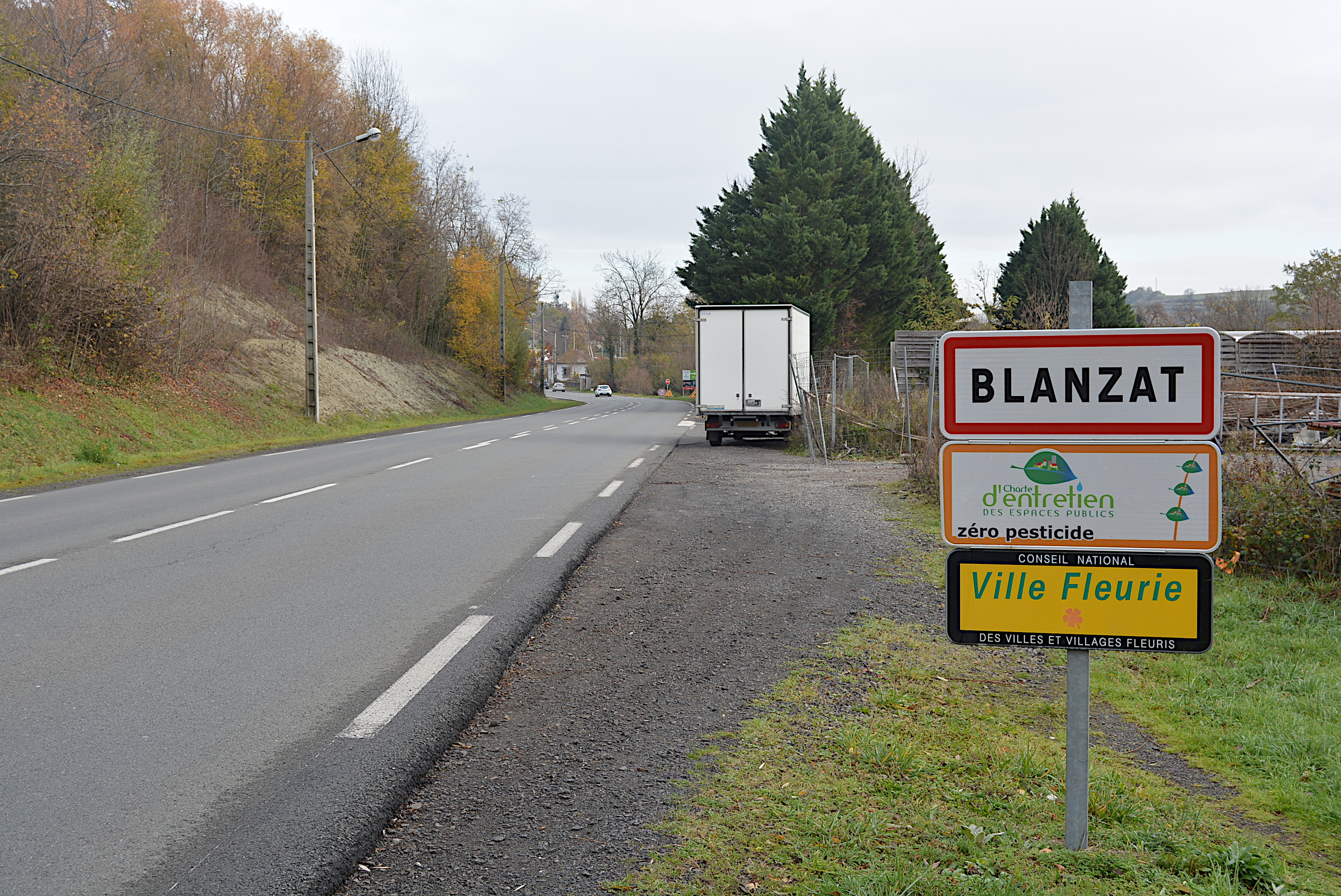
Entrée de Blanzat depuis la route métropolitaine 2 en provenance de Nohanent.
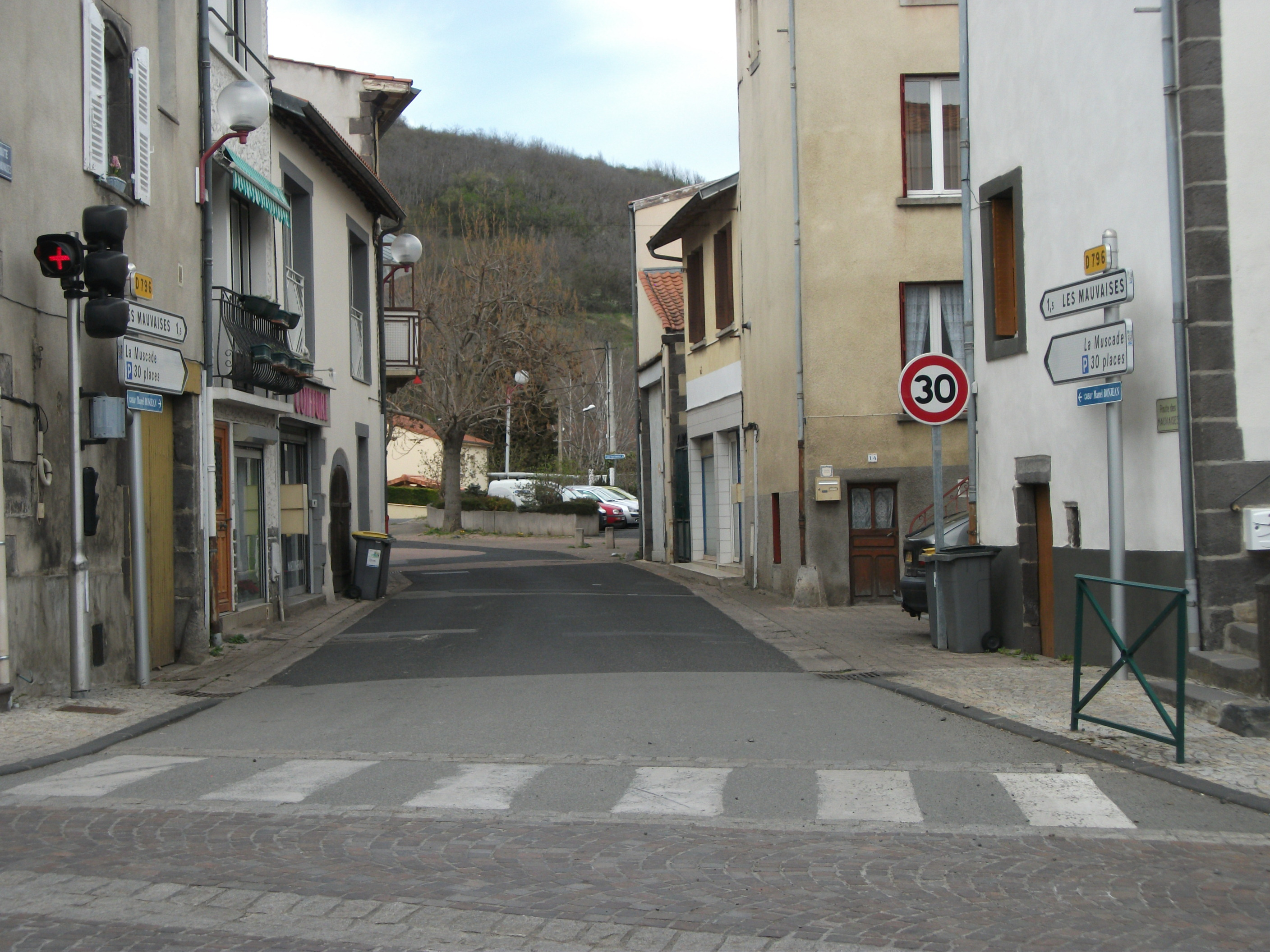
Route vers Les Mauvaises (D 796, en 2015).
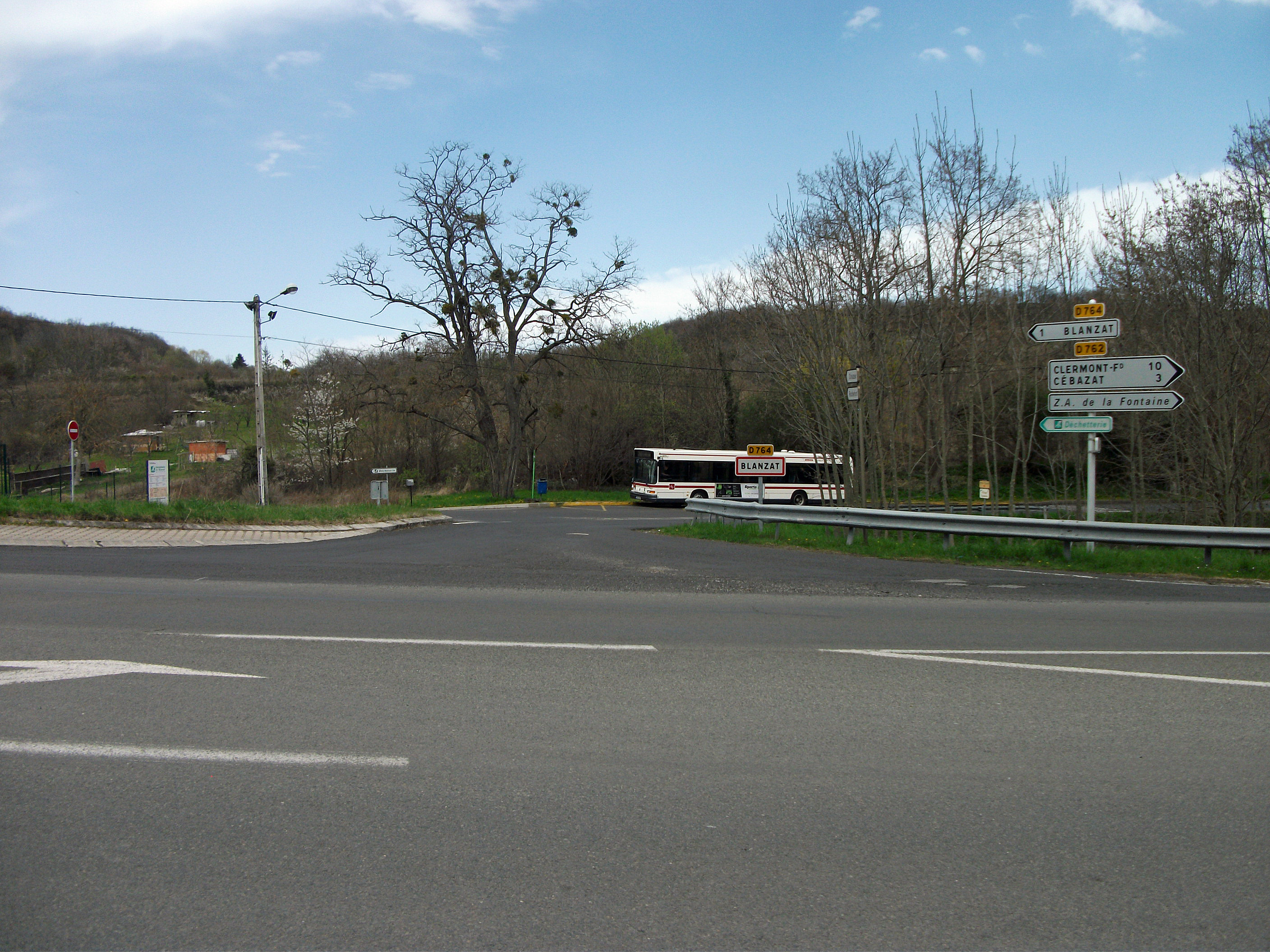
Entrée par la D 764 et bus de la ligne 24 à son terminus de retournement Puy de l'Orme, en 2015.

## Histoire
L'existence du site de Blanzat est très ancienne. En 1888, des fouilles attestent la présence de premiers habitants à l'époque magdalénienne, de nombreux outils en silex taillé, des restes d'un foyer, un bois de cerf travaillé sont découverts.
On trouve la trace de seigneurs de Blanzat au XIIIe siècle. Le village appartient jusqu'en 1614 à la famille de Cébazat, qui le vend alors à Blain le Loup, seigneur de Préchonnet, à Bourg-Lastic. En 1640, des créanciers saisissent le village, et il est racheté par Jacques Tubœuf, président à la chambre des comptes de Paris. La famille Tubœuf revendra finalement Blanzat en 1788 à Jean Alexis de la Salle, de Chaynat.
L'existence d'un château fort et de fortifications est attesté jusqu'en 1686.
Lors du XIXe siècle et environ jusqu'à 1914, le village prospéra grâce aux cultures fruitières (viticulture puis pomiculture par la suite) et à l'industrie (Papeterie Saint-Vincent, usine de caoutchouc Michelin). Les activités industrielles cessent avant 1914, et Blanzat redevient un bourg viticole. La désertification des campagnes touche durement la commune, réduisant son nombre d'habitants à 946 en 1936.
C'est finalement le développement de la voiture, l'attrait nouveau pour les communes péri-urbaines et la forte immigration étrangère (à grande majorité portugaise) qui permettent au village de se repeupler pour atteindre les 4 000 habitants.

## Politique et administration

### Découpage territorial
La commune de Blanzat est membre de la métropole Clermont Auvergne Métropole, un établissement public de coopération intercommunale (EPCI) à fiscalité propre créé le 24 décembre 1999 (en tant que communauté d'agglomération Clermont Communauté, devenue communauté urbaine le 1er janvier 2017 et métropole depuis le 1er janvier 2018) dont le siège est à Clermont-Ferrand. Ce dernier est par ailleurs membre d'autres groupements intercommunaux.
Sur le plan administratif, elle est rattachée à l'arrondissement de Clermont-Ferrand depuis 1801, à la circonscription administrative de l'État du Puy-de-Dôme et à la région Auvergne-Rhône-Alpes. Sous l'an II, elle dépendait du district de Clermont-Ferrand et a été successivement rattachée au canton de Cébazat en 1793, au canton de Clermont-Ferrand-Est de 1801 à 1982 et au canton de Gerzat de 1982 à 2015.
Sur le plan électoral, elle dépend du canton de Cébazat pour l'élection des conseillers départementaux, depuis le redécoupage cantonal de 2014 entré en vigueur en 2015, et de la première circonscription du Puy-de-Dôme pour les élections législatives, depuis le dernier découpage électoral de 2010.

### Élections municipales et communautaires

#### Élections de 2020
Le conseil municipal de Blanzat, commune de plus de 1 000 habitants, est élu au scrutin proportionnel de liste à deux tours (sans aucune modification possible de la liste), pour un mandat de six ans renouvelable. Compte tenu de la population communale, le nombre de sièges à pourvoir lors des élections municipales de 2020 est de 27. Les vingt-sept conseillers municipaux sont élus au premier tour avec un taux de participation de 47,53 %, se répartissant en : vingt-et-un élus issus de la liste de Richard Bert et six élus issus de la liste de Danielle Pascual.
Les deux sièges attribués à la commune au sein du conseil métropolitain de Clermont Auvergne Métropole sont issus de la liste de Richard Bert.

#### Chronologie des maires
| Période                                  | Période                   | Identité               | Étiquette    | Qualité |
| ---------------------------------------- | ------------------------- | ---------------------- | ------------ | --- |
| Les données manquantes sont à compléter. |                           |                        |              | |
| mai 1945                                 | mars 1971                 | Louis Blanc            | PS           | Agriculteur et distillateur Président de la délégation spéciale de 1944 à 1945                                                                                     |
| mars 1971                                | 1981                      | Maurice Grangier       | PCF          | Instituteur, syndicaliste Démissionnaire pour raisons de santé |
| 1981                                     | mars 2001                 | Louis Dégémard         | PCF puis DVG | |
| mars 2001                                | 29 mars 2014              | Jacques Prival         | PS           | Cadre comptable et financier EDF retraité, maire honoraire |
| 29 mars 2014                             | 2 août 2019               | Michel Beyssi          | PS           | Retraité de la fonction publique Adjoint au maire (2008 → 2014) Membre du bureau communautaire de Clermont Auvergne Métropole Décédé en fonction                   |
| 4 novembre 2019                          | 25 mai 2020               | Christine Perol-Beyssi | PS           | Retraitée des finances publiques, épouse du précédent Ancienne adjointe au maire chargée des affaires sociales Élue à la suite d'une élection municipale partielle |
| 25 mai 2020                              | En cours (au 27 mai 2020) | Richard Bert           | PCF          | Chargé de mission à la Carsat, ancien adjoint au maire Conseiller communautaire délégué de Clermont Auvergne Métropole                                             |

### Autres élections
Aux élections municipales de 2014, seul Michel Beyssi, conduisant la liste Union de la gauche « Agir ensemble » s'est représenté. Il est logiquement élu au premier tour avec 1 087 voix et acquiert vingt-sept sièges au conseil municipal dont deux au conseil communautaire. Le taux de participation s'élevait à 52,14 % (1 558 votants sur 2 988 inscrits).
Aux élections européennes de 2014, la liste Union de la gauche a recueilli le plus de voix (22,09 %) ; le deuxième score est détenu par la liste UMP avec 19,78 % des voix et le troisième score par la liste FN avec 18,42 %. Le taux de participation est de 44,73 %.

## Équipements et services publics

### Eau et déchets
Une déchèterie, gérée par la métropole Clermont Auvergne Métropole, est implantée à l'ouest de la commune,.

### Espaces publics
- Parc Fonleite[B 6].

### Enseignement
Blanzat dépend de l'académie de Clermont-Ferrand. Elle gère les écoles maternelle et élémentaire publiques Louis-Blanc.
Les élèves poursuivent leur scolarité à Clermont-Ferrand, au collège Albert-Camus, puis au lycée Ambroise-Brugière de Clermont-Ferrand.

### Instances judiciaires
Sur le plan judiciaire, Blanzat dépend de la cour administrative d'appel de Lyon, de la cour d'appel de Riom et des tribunaux administratif, judiciaire et de commerce de Clermont-Ferrand.

## Population et société

### Démographie
Les habitants de la commune sont appelés les Blanzatois et les Blanzatoises.

#### Évolution démographique
L'évolution du nombre d'habitants est connue à travers les recensements de la population effectués dans la commune depuis 1793. Pour les communes de moins de 10 000 habitants, une enquête de recensement portant sur toute la population est réalisée tous les cinq ans, les populations de référence des années intermédiaires étant quant à elles estimées par interpolation ou extrapolation. Pour la commune, le premier recensement exhaustif entrant dans le cadre du nouveau dispositif a été réalisé en 2006.

En 2022, la commune comptait 3 729 habitants, en évolution de −0,16 % par rapport à 2016 (Puy-de-Dôme : +2,1 %, France hors Mayotte : +2,11 %).
| 1793 | 1800  | 1806  | 1821  | 1831  | 1836  | 1841  | 1846  | 1851  |
| ---- | ----- | ----- | ----- | ----- | ----- | ----- | ----- | ----- |
| 947  | 1 292 | 1 457 | 1 303 | 1 380 | 1 078 | 1 064 | 1 097 | 1 050 |

| 1856  | 1861  | 1866  | 1872  | 1876  | 1881  | 1886  | 1891  | 1896  |
| ----- | ----- | ----- | ----- | ----- | ----- | ----- | ----- | ----- |
| 1 222 | 1 175 | 1 193 | 1 182 | 1 168 | 1 215 | 1 339 | 1 112 | 1 122 |

| 1901  | 1906 | 1911 | 1921 | 1926 | 1931 | 1936 | 1946 | 1954  |
| ----- | ---- | ---- | ---- | ---- | ---- | ---- | ---- | ----- |
| 1 047 | 952  | 945  | 853  | 956  | 970  | 946  | 960  | 1 027 |

| 1962  | 1968  | 1975  | 1982  | 1990  | 1999  | 2006  | 2011  | 2016  |
| ----- | ----- | ----- | ----- | ----- | ----- | ----- | ----- | ----- |
| 1 176 | 1 696 | 2 277 | 3 566 | 3 522 | 3 918 | 3 906 | 3 793 | 3 735 |

| 2021  | 2022  | - | - | - | - | - | - | - |
| ----- | ----- | - | - | - | - | - | - | - |
| 3 762 | 3 729 | - | - | - | - | - | - | - |

Après avoir longtemps connu une augmentation de la population entre 1968 et 1999, les taux annuels moyens de variation ont diminué entre 1999 et 2006 puis entre 2006 et 2011. Sur cette dernière période, ces taux sont de 0,2 % et 0,4 % dus respectivement aux soldes naturel et migratoire. Le taux de natalité était de 8,8 ‰ et celui de mortalité est de 10,4 ‰.

#### Pyramide des âges
En 2018, le taux de personnes d'un âge inférieur à 30 ans s'élève à 27,3 %, soit en dessous de la moyenne départementale (34,2 %). À l'inverse, le taux de personnes d'âge supérieur à 60 ans est de 36,0 % la même année, alors qu'il est de 27,9 % au niveau départemental.
En 2018, la commune comptait 1 758 hommes pour 1 978 femmes, soit un taux de 52,94 % de femmes, légèrement supérieur au taux départemental (51,59 %).
Les pyramides des âges de la commune et du département s'établissent comme suit.
| Hommes | Classe d’âge | Femmes |
| ------ | ------------ | ------ |
| 0,6    | 90 ou +      | 3,7    |
| 8,6    | 75-89 ans    | 11,8   |
| 23,3   | 60-74 ans    | 23,5   |
| 21,4   | 45-59 ans    | 20,6   |
| 16,5   | 30-44 ans    | 15,2   |
| 13,6   | 15-29 ans    | 11,8   |
| 16,0   | 0-14 ans     | 13,3   |

| Hommes | Classe d’âge | Femmes |
| ------ | ------------ | ------ |
| 0,7    | 90 ou +      | 2,1    |
| 7,4    | 75-89 ans    | 10,2   |
| 17,7   | 60-74 ans    | 18,6   |
| 20,2   | 45-59 ans    | 19,2   |
| 18,4   | 30-44 ans    | 17,4   |
| 18,6   | 15-29 ans    | 17,2   |
| 17     | 0-14 ans     | 15,3   |

### Manifestations culturelles et festivités
- Blanzat organise tous les ans fin novembre la Fête du Livre. La vingt-neuvième édition a eu lieu en 2011[48].

### Sports
- Complexe sportif de la Croix Saint-Géraud
- En septembre est organisée la transvolcanique, Randonnée VTT sur deux jours aller-retour de 2 × 80 km jusqu'au Mont-Dore.

### Médias
- France 3 Auvergne, ici Pays d'Auvergne.
- La Montagne.

## Économie

### Revenus de la population et fiscalité
En 2011, le revenu fiscal médian par ménage s'élevait à 34 286 €, ce qui plaçait Blanzat au 8 795e rang des communes de plus de quarante-neuf ménages en métropole.
En 2011, sur les 2 072 foyers fiscaux, 34,1 % n'étaient pas imposables.

### Emploi
En 2011, la population âgée de 15 à 64 ans s'élevait à 2 382 personnes, parmi lesquelles on comptait 68,5 % d'actifs dont 63,9 % ayant un emploi et 4,7 % de chômeurs.
On comptait 541 emplois dans la zone d'emploi. Le nombre d'actifs ayant un emploi résidant dans la zone étant de 1 528, l'indicateur de concentration d'emploi est de 35,4 %, ce qui signifie que la commune offre moins d'un emploi par habitant actif.
1 402 des 1 528 personnes âgées de quinze ans ou plus (soit 91,8 %) sont des salariés. La majorité des actifs travaillent dans une autre commune du département.

### Entreprises et établissements
Au 1er janvier 2013, Blanzat comptait 120 entreprises : 13 dans l'industrie, 25 dans la construction, 55 dans le commerce, les transports et les services divers et 27 dans le secteur administratif, ainsi que 129 établissements.

### Agriculture
Au recensement agricole de 2010, Blanzat comptait six exploitations agricoles. Ce nombre est en diminution par rapport à 2000 (11) et à 1988 (20). La surface agricole utile, de 155 hectares, diminue elle aussi au fur et à mesure des recensements réalisés.

### Commerce
La base permanente des équipements de 2014 recense six commerces : un supermarché, une grande surface de bricolage, deux boulangeries, un magasin de vêtements et une station-service.

## Culture locale et patrimoine

### Lieux et monuments
- Château de Blanzat (XVIIIe siècle), inscrit aux monuments historiques[52].
- Fanum de Blanzat.
- Église Saint-Pardoux.

### Équipements culturels
- Espace culturel La Muscade[B 8] (inauguré en février 2009[53]).
- La médiathèque communautaire Aimé-Césaire[54] est la troisième bibliothèque du bassin de lecture nord de Clermont Communauté (communes de Blanzat, Cébazat, Châteaugay, Nohanent, Gerzat et quartiers nord de Clermont-Ferrand)[55]. Œuvre d'un cabinet d'architectes parisien, elle comprend sur 1 520 m2 de SHON sur deux niveaux des pôles fiction, documentaire, jeune public et des espaces d'animation[55]. Elle est ouverte depuis le 22 janvier 2013[56].

### Personnalités liées à la commune
- Thomas Degeorge, peintre né le 8 octobre 1786 à Blanzat, décédé le 21 novembre 1854 à Clermont-Ferrand[57].
- Olivier Merle, joueur de rugby international français qui a joué durant une saison au Blanzat Athletic Club (BAC)[58].
- Jean-Claude Theillière, né le 23 mai 1944 à Blanzat, coureur cycliste professionnel, champion de France en 1966 et ayant participé à trois Tours de France.

### Héraldique

Blason actuel.

### Logotype

Logo actuel.